# Naučná stezka Památce amerických letců
Naučná stezka Památce amerických letců, nazývaná také naučná stezka Raduň - Jakubčovice, je naučná stezka na území obcí Raduň, Vršovice a části Jakubčovice města Hradec nad Moravicí v okrese Opava. Geograficky se také nachází v Přírodním parku Moravice v pohoří Vítkovská vrchovina v Moravskoslezském kraji a Horním Slezsku.

## Historie a popis
Naučná stezka Památce amerických letců, která vznikla z iniciativy Slezského gymnázia v Opavě, má délku cca 9 km a 3 informační tabule. Byla postavena v květnu 2006. Stezka připomíná místní událost z druhé světové války – sestřelení amerického bombardéru v srpnu 1944, s osudy jeho posádky a dalšími historickými souvislostmi a zajímavostmi. Stezka začíná v centru Raduně a pokračuje podél potoka Raduňka, přes Zámecký park Raduň a kolem Zámeckého rybníka a Čertova kamene až na hráz rybníka Kameník. Odtud pokračuje ve svazích kopce Raduňka a údolím Raduňky, kde zatáčí a vede až k osadě Vršovice - hájenka. Pak vede ve svazích kopce Podvihovský vrch až k rozcestníku U Američana poblíž kterého je odbočka k pomníku Památce amerických letců. Stezka pak pokračuje směrem k silnici z Hradce nad Moravicí do Jakubčovic a po této silnici ve svazích kopce Přílet k Lípě v Jakubčovicích a do Jakubčovic. V Jakubčovicích odbočuje a přes Stromořadí česko-polské spolupráce k rozhledně Šance v Jakubčovicích až na Šance Pod Příletem a rozhlednu Šance, kde stezka končí.

## Další informace
Stezka je celoročně volně přístupná.

## Galerie

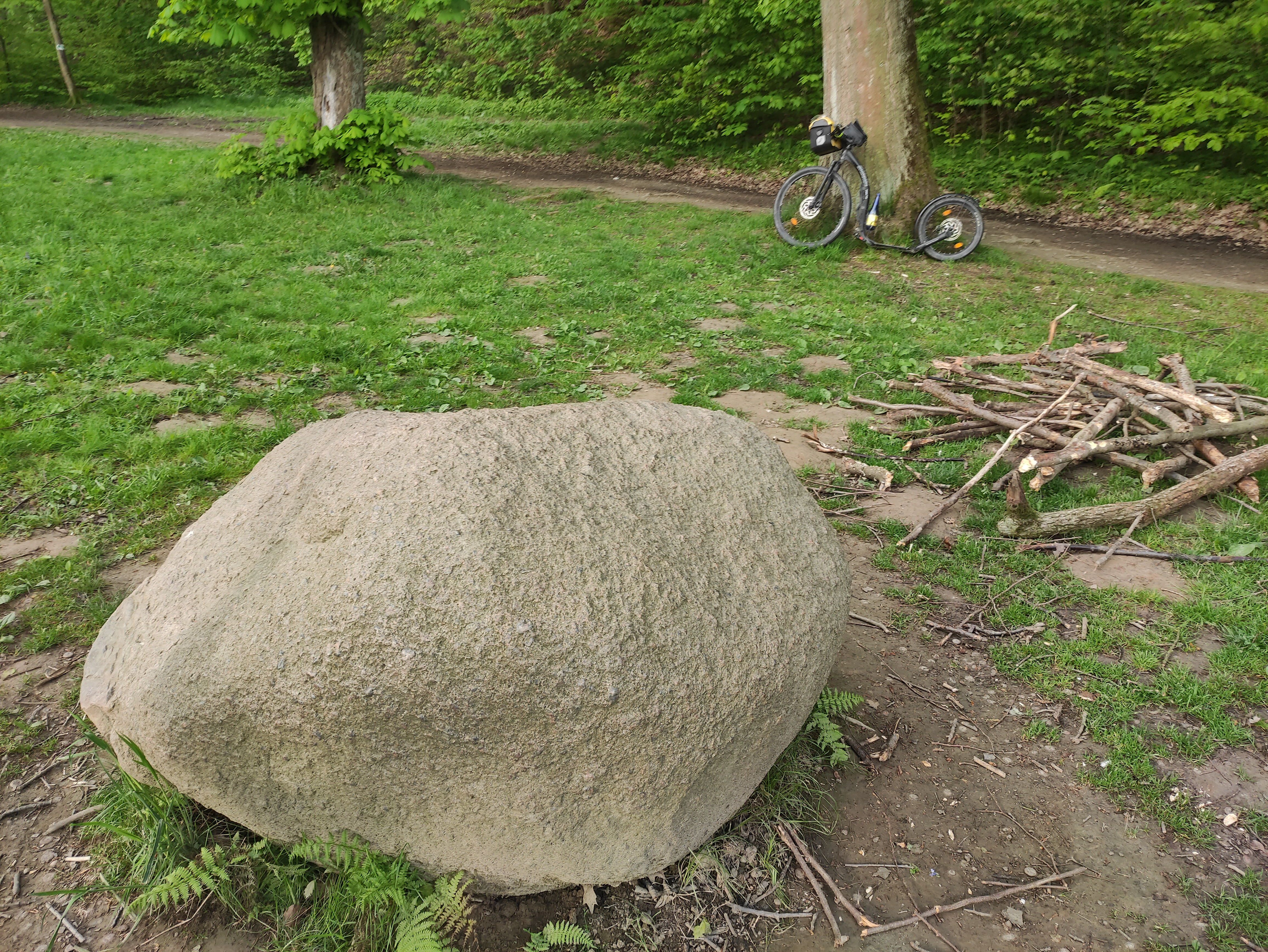
Čertův kámen
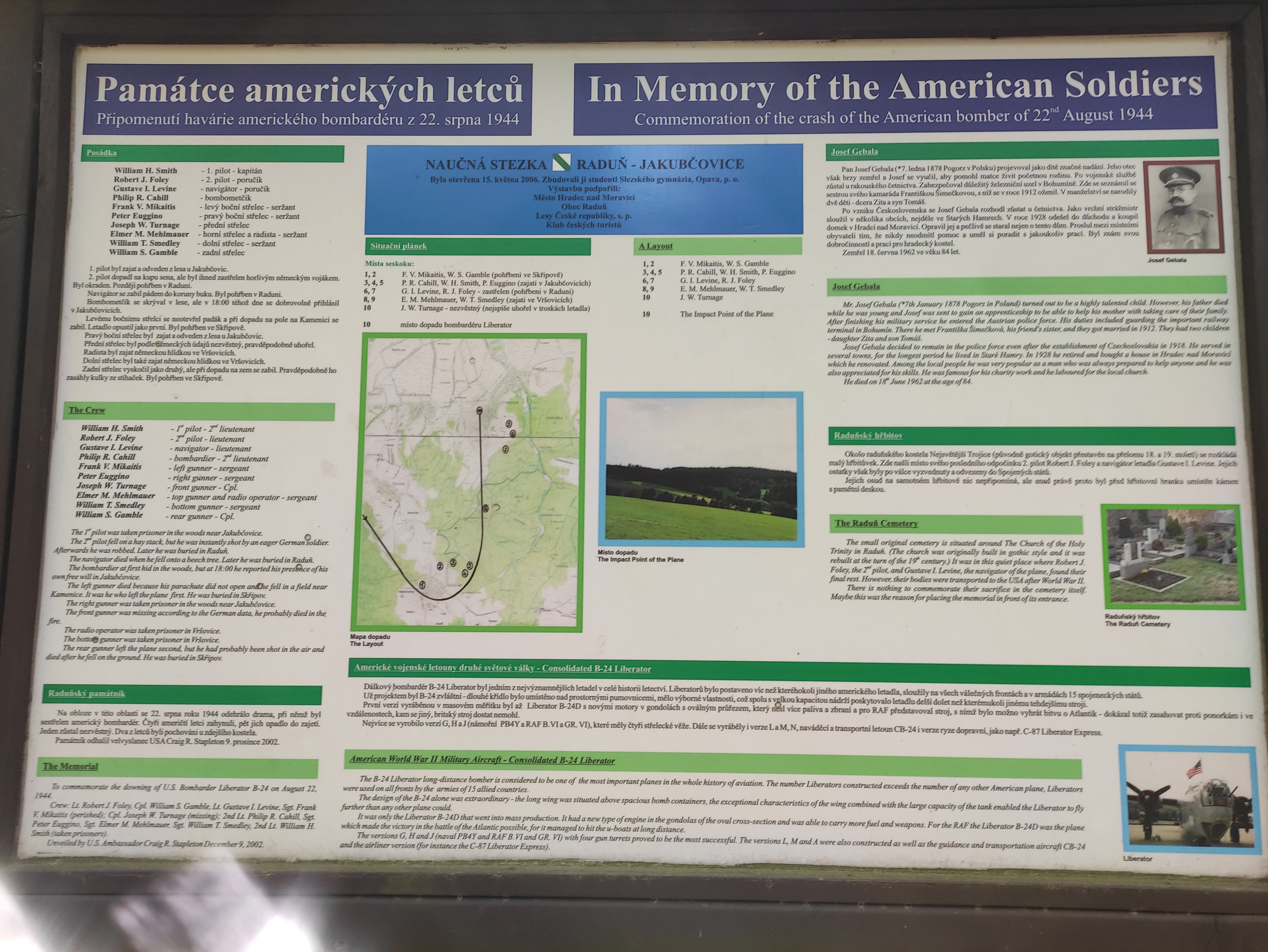
Informační panel na stezce
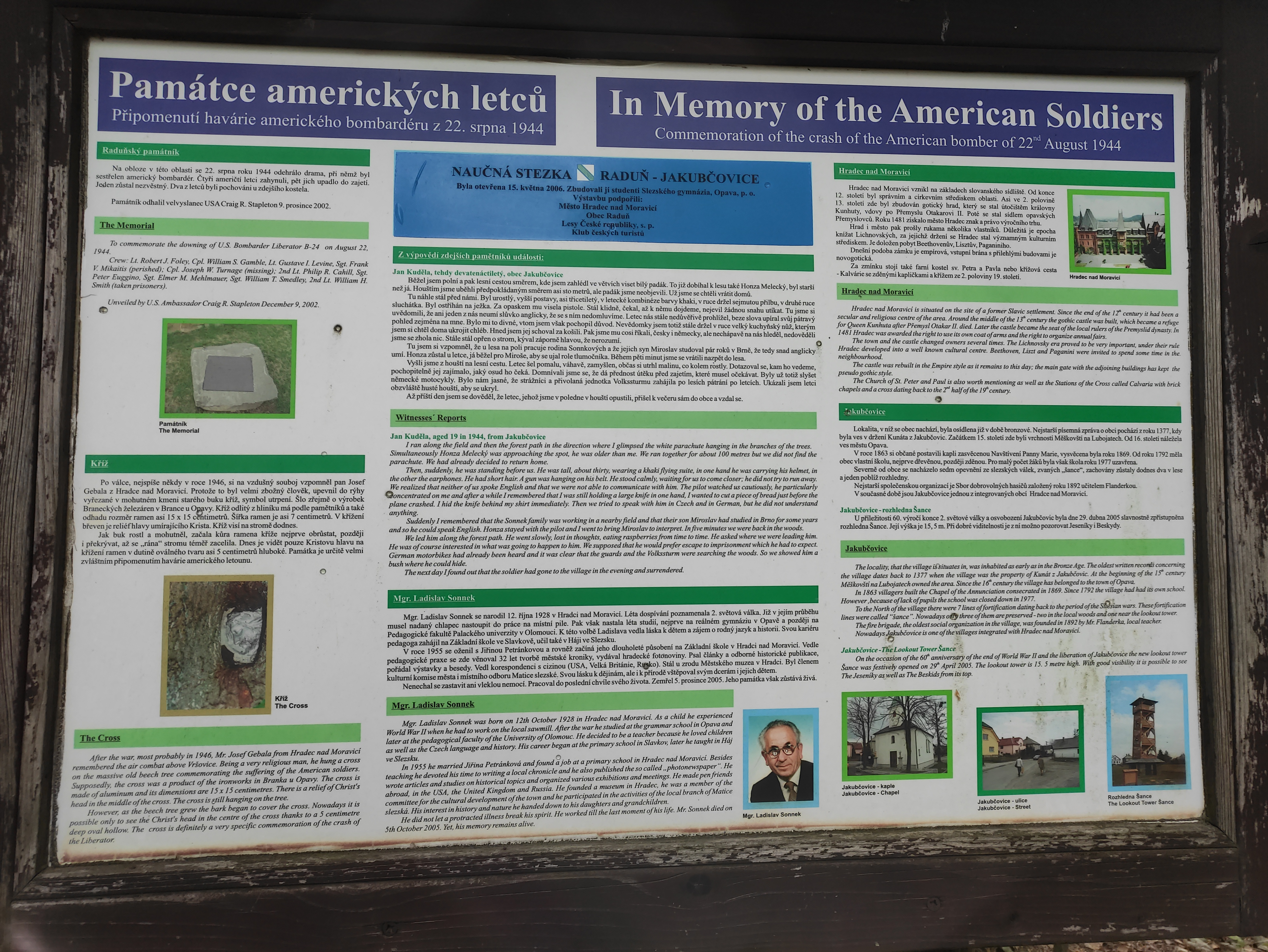
Informační panel na stezce
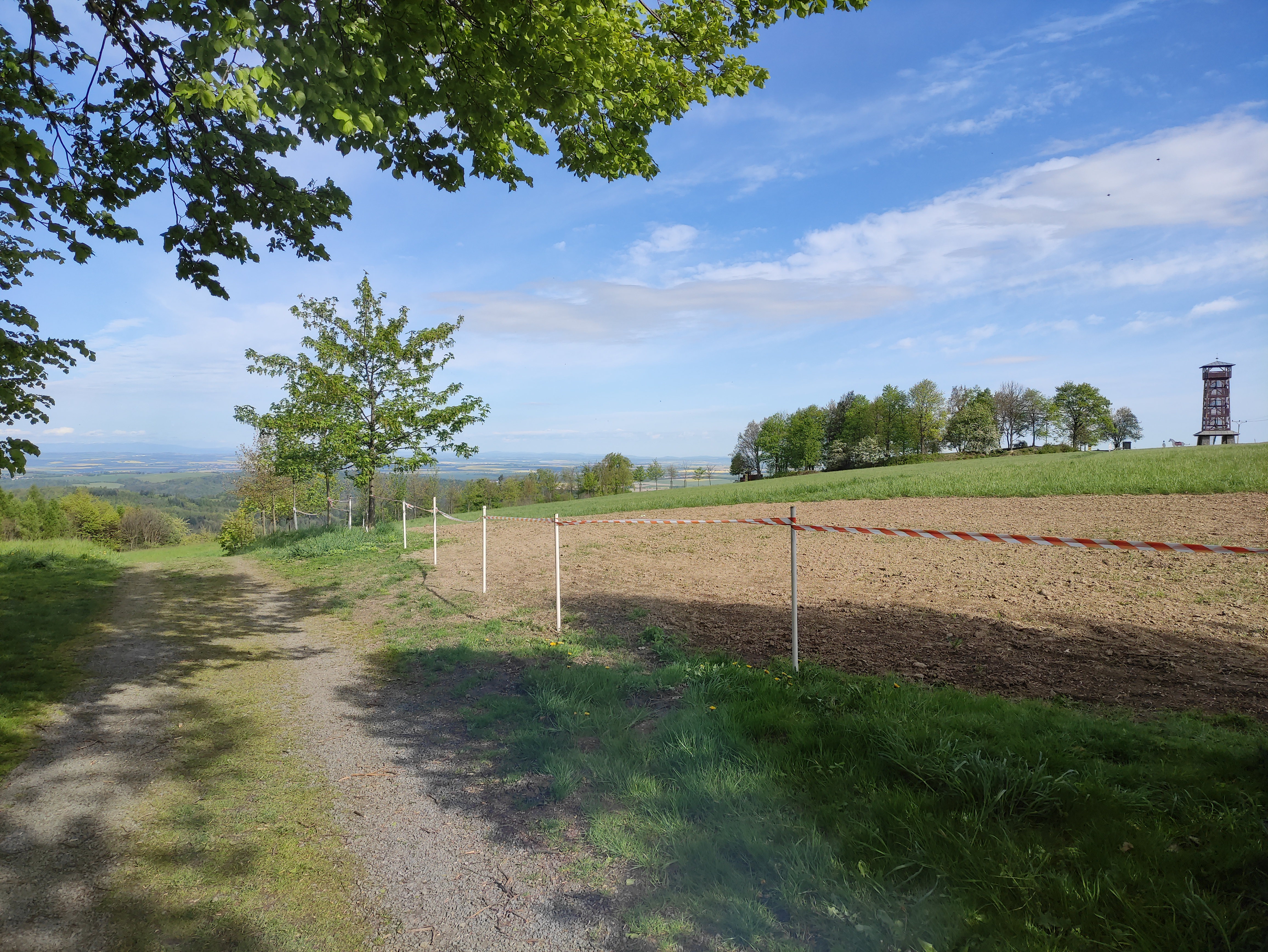
Šance Pod Příletem a Stromořadí Česko-Polské spolupráce